# Bates Peak
Bates Peak är en bergstopp i Antarktis. Den ligger i Västantarktis. Argentina, Chile och Storbritannien gör anspråk på området. Toppen på Bates Peak är 600 meter över havet.
Terrängen runt Bates Peak är varierad. Havet är nära Bates Peak åt sydväst. Trakten är obefolkad. Det finns inga samhällen i närheten.